# Tiburzio Spannocchi
Tiburzio Spannocchi, connu en Espagne sous le nom de Tiburcio Spanoqui, Tiburcio Espanoqui ou Tiburcio Espanochi, est un architecte et ingénieur militaire italien né à Sienne en 1543 et mort à Madrid en 1606.
Il a été actif en Italie et en Espagne. Il a été, avec Filippo Terzi, le plus célèbre architecte et ingénieur militaire actif dans la péninsule Ibérique au cours de la seconde moitié du XVIe siècle.

## Biographie
Tiburzio Spannocchi appartient à la noble famille de banquiers Spannocchi (on peut voir le Palazzo Spannocchi, à Sienne). Il a été employé par le cardinal Delfino à Rome jusqu'en 1572. Il entra alors au service des États pontificaux sous les ordres du capitaine-général de la flotte papale Marcantonio Colonna avec qui il avait participé à la bataille de Lépante, en 1571.
En 1575 Marcantonio Colonna lui demanda d'effectuer une inspection à des forteresses dans l'Italie centrale.
En 1577, Marcantonio Colonna est nommé vice-roi de Sicile. Tiburzio Spannocchi l'a suivi à Palerme. Il a alors travaillé pendant environ deux ans pour dresser un tableau des fortifications et des systèmes urbains dans les grandes villes du royaume des Deux-Siciles. Il a travaillé sur le renforcement des défenses côtières et a prévu de placer des tours de surveillance sur les rives de la Sicile pour prévenir la population des attaques des pirates. La construction des tours a été poursuive par l'ingénieur Camillo Camilliani. Il a travaillé sur un projet de fortification de la rade de la vieille ville de Tarente et sur la forteresse de Girgenti.
En 1578, il est ensuite parti en Espagne à la demande du roi Philippe II, sur la recommandation de Marcantonio Colonna.
En 1580, il est nommé premier ingénieur militaire à Fontarrabie et fait l'inspection des fortifications de Guipuscoa. Dans la région, il a aussi renforcé les fortifications de Fontarrabie, Getaria, Pasaia et Saint-Sébastien.

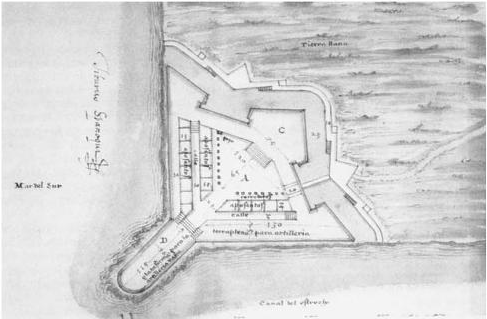
Plan d'une forteresse prévue à l'embouchure du détroit de Magellan

En 1581, il a dessiné les plans pour des forts placés le long du détroit de Magellan qui n'ont pas été réalisés par manque d'argent.
Il a été le cofondateur, en 1582, avec Juan de Herrera, de l'Académie de mathématiques et d'architecture militaire (Catédra de Mathemáticas y Arquitectura Militar), sous le patronage de Philippe II, devenue une école de formation des ingénieurs militaires et des architectes espagnols. Cristóbal de Rojas a été un des élèves. Elle a fonctionné par intermittence entre 1583 et 1697.
En 1582-1583, il a participé à la préparation de la flotte royale que Philippe II a envoyée aux Açores pour chasser les commerçants français. Il a fait des plans pour leur fortification avec une citadelle, non construite.
Tiburzio Spannocchi a travaillé à La Havane, entre 1586-1587 comme ingénieur en chef du roi. Il a approuvé, en 1588, les plans de fortifications réalisées par Bautista Antonelli à Carthagène des Indes, et ceux des forteresses d'El Morro et La Punta à La Havane, dans les Caraïbes.

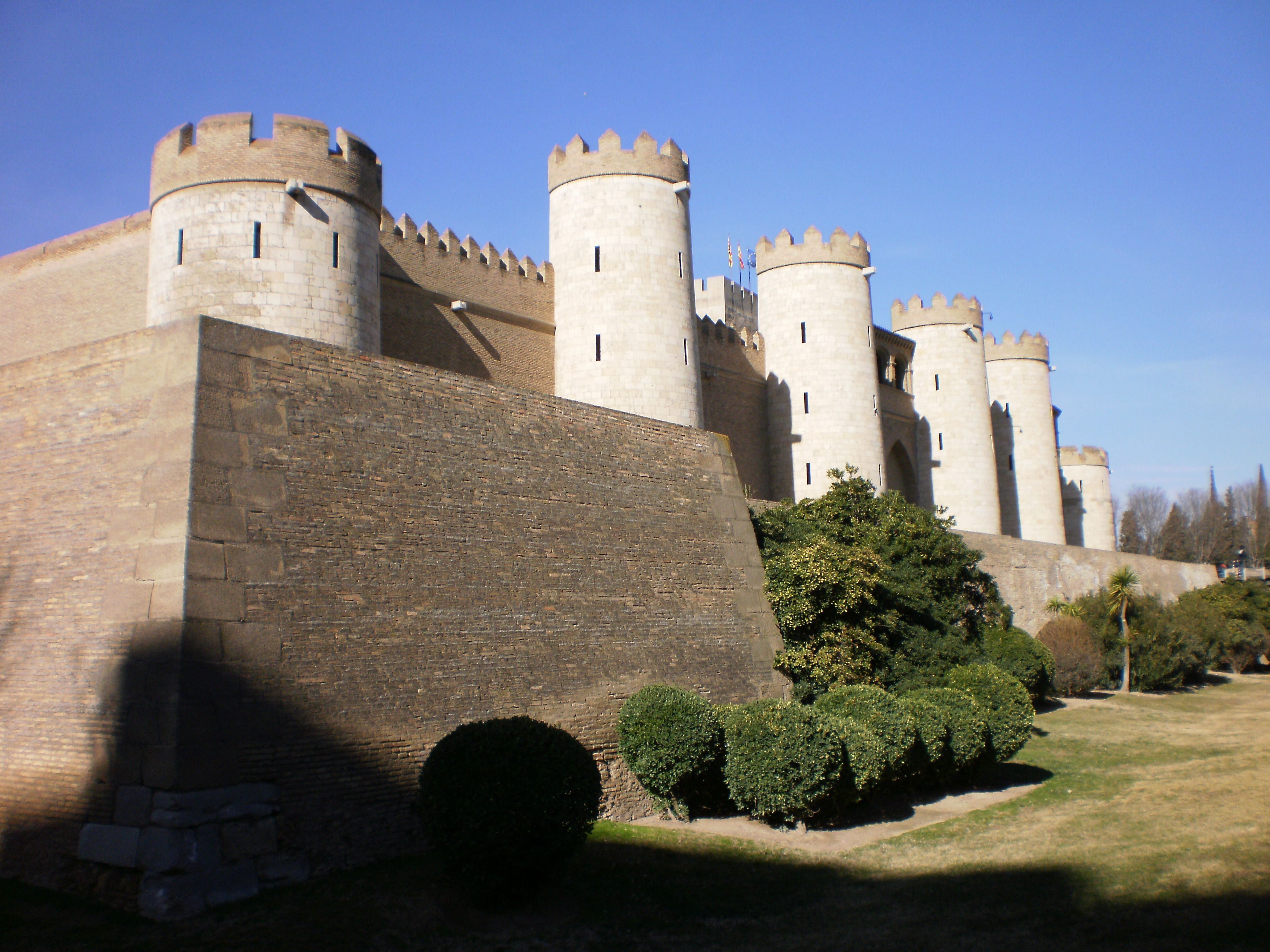
La fortification du palais de l'Aljaferia

Il a réalisé des projets de fortifications dans la quasi-totalité la péninsule Ibérique, à Cadix, en 1587, à Ferrol, à La Corogne et la transformation du palais de l'Aljaferia de Saragosse en fortification, en 1593. À la citadelle de Saragosse il a réalisé un pont-levis de son invention qui pouvait être manœuvré par un seul homme. Il a visité et fait un rapport sur la ville de Séville.

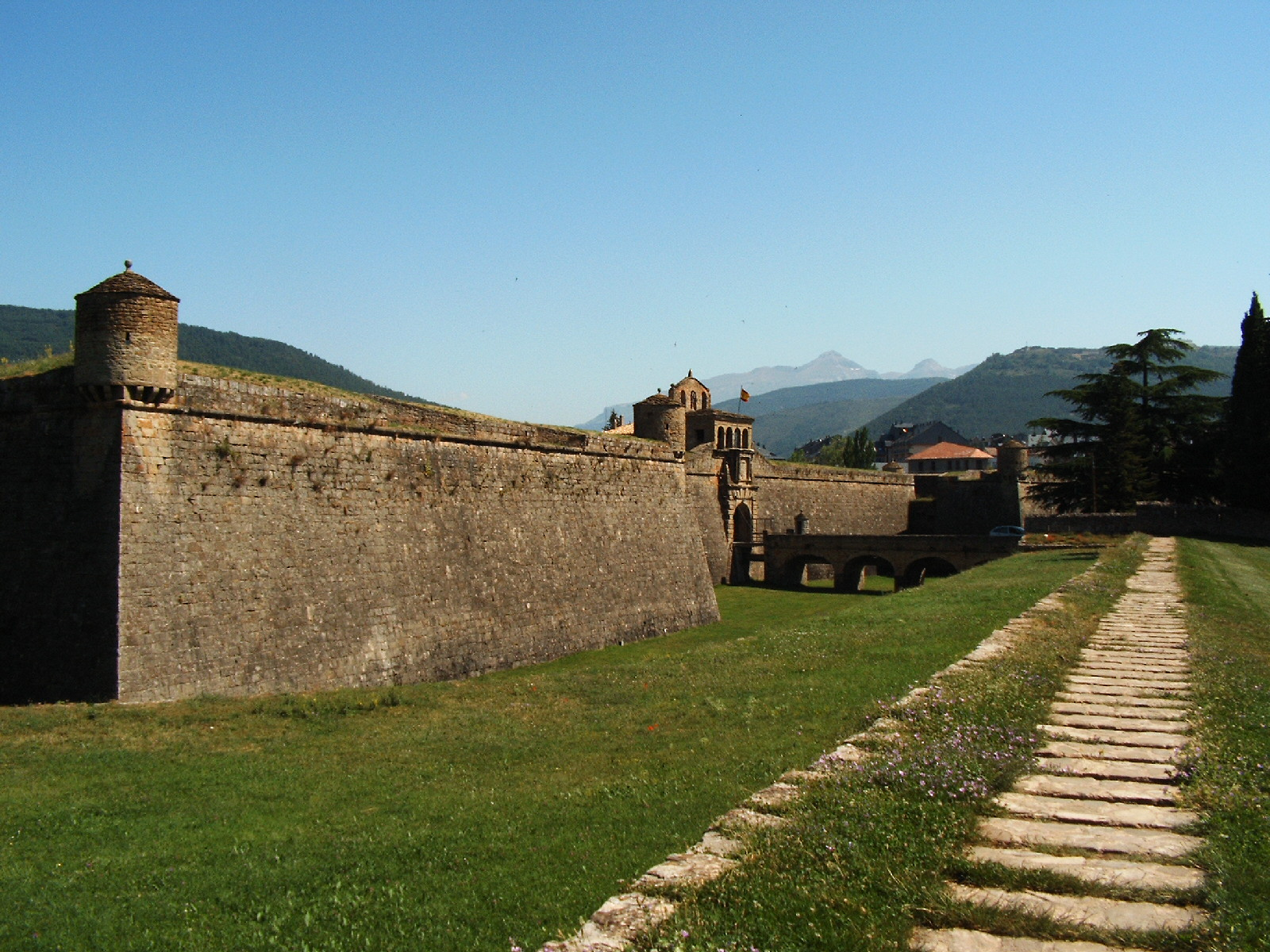
La citadelle de Jaca

Pour protéger l'Aragon, il a réalisé à partir de 1592 la citadelle de Jaca. À Gibraltar, il est intervenu pour continuer la construction d'un mur défensif entrepris à la demande de Charles Quint par l'ingénieur italien Giovanni Battista Calvi.
L'ouvrage intitulé Descripcion de las marinas de todo el Reino de Sicile, conservé à la Bibliothèque nationale d'Espagne est daté de 1596 (MSS 788). L'ouvrage est dédié au prince don Felipe, probablement le futur roi Philippe III. Cet ouvrage reprend des documents qui doivent dater de son passage en Sicile.
En 1597, à la demande de don Juan Idiaquez il élabora un nouveau plan d'urbanisme pour la ville basque de Saint-Sébastien.
En 1601, grâce au duc de Lerma, il a été nommé ingénieur en chef des royaumes d'Espagne (Ingeniero Mayor de los Reinos de España) avec l'autorité sur toutes les fortifications espagnoles de la péninsule et outremer. En 1603, il a fait un voyage court le duc de Lerma à Tarifa.
En 1606, il a envoyé les plans des fortifications de Recife et de Salvador de Bahia.

## Réalisations
Par ordre alphabétique par localité ou nom
- Citadelle de Jaca

## Sources
- (it) Cet article est partiellement ou en totalité issu de l’article de Wikipédia en italien intitulé « Tiburzio Spannocchi » (voir la liste des auteurs).

- (es) Cet article est partiellement ou en totalité issu de l’article de Wikipédia en espagnol intitulé « Tiburzio Spannocchi » (voir la liste des auteurs).

## Publications
- Veduta di Catania et pianta del suo litorale (1578) Paola Carfora, Giovanna Cera, Edilizia Pubblica e Privata Nelle Cittā Romane, p. 102-103, L'Erma di Bretschneider, Rome, 2008  (ISBN 978-88-8265-459-7)
- Descripcion de las marinas de todo el Reino de Sicile (Bibliothèque nationale d'Espagne)
- Trascripción del Reconocimiento de Gibraltar y Tarifa fechos por él el 20 de julio de 1603 (Archivo General de Simancas)